# Franziskus von Heereman
Franziskus Freiherr Heereman von Zuydtwyck (* 1. Dezember 1976 in Neustadt an der Weinstraße) ist ein deutscher Philosoph.

## Leben
Nach dem Abitur 1996 am Quirinus-Gymnasium in Neuss und Wehrdienst (Heeresmusik als Trompeter in Lüneburg) studierte er von Wintersemester 1997 bis Sommersemester 2002 an der Hochschule für Philosophie und Ludwig-Maximilians-Universität München Philosophie (Hauptfach), Fundamentaltheologie und Literaturwissenschaft in philosophischer Perspektive. Mit einer Arbeit zu Nicolaus Cusanus (Angesichts. Mensch und Gott im cusanischen Tractatus „De visione dei“) erwarb er den Magister Artium. 2009 wurde er mit einer Arbeit zur Spätphilosophie Johann Gottlieb Fichtes bei Jörg Splett promoviert. Die Dissertation wurde mit dem Richard-Schaeffler-Preis ausgezeichnet. 2016 habilitierte er sich an der Hochschule für Philosophie mit einer historisch-systematischen Arbeit über den Zusammenhang von Bild- und Liebesbegriff. Im Sommersemester 2016 vertrat er den Lehrstuhl für Geschichte der Philosophie und philosophische Ethik (Holger Zaborowski) an der PTH Vallendar. Seit November 2016 ist er Inhaber des Stiftungslehrstuhls für Philosophie sozial-caritativen Handelns – Anthropologie, Ethik, Religionsphilosophie an der Vinzenz Pallotti University.
Seine systematischen Forschungsschwerpunkte sind: Anthropologie (Schwerpunkt: Interpersonalität), Ethik (Schwerpunkt: Metaethik, Menschenwürde), Religionsphilosophie (Schwerpunkt: Gottesbeweise, Theodizee, Philosophie der Trinität). Historische Schwerpunkte: Deutscher Idealismus (bes. Schwerpunkt: Johann Gottlieb Fichte), Thomas von Aquin, Nicolaus Cusanus, Sören Kierkegaard, Ludwig Feuerbach, Emmanuel Levinas und Spezialgebiete: Philosophie der Liebe, Philosophie des Bildes, Philosophie caritativen Handelns.
Von 1997 bis 2006 war er Initiator und Projektleiter des Malteser Libanonprojekts (ausgezeichnet mit dem Preis des westfälischen Friedens), in dem er weiterhin in verschiedenen Funktionen aktiv ist. Für sein soziales Engagement wurde er im Juni 2020 mit dem Bundesverdienstkreuz am Bande ausgezeichnet.
2018 initiierte er die Gründung der Jörg Splett Gesellschaft für christliches Denken e.V., als deren erster Vorsitzender er fungiert.
Heereman ist Gitarrist und Trompeter. Er ist Bandleader der Folk&Country-Combo „All the weird horses“ und spielt mit seiner Frau im Duo „Heereman“.

## Publikationen (Auswahl)
- Selbst und Bild. Zur Person beim letzten Fichte (1810–1814) (= Fichte-Studien. Band 40). Rodopi, Amsterdam 2010, ISBN 978-90-420-3195-1 (zugleich Dissertation, Hochschule für Philosophie München 2009).
- „Einer für den Anderen. Der Mensch als Metonymie“. In: W. Schweidler (Hg.). Zeichen – Person – Gabe. Metonymie als philosophisches Prinzip. Freiburg (Alber) 2014, 214 – 230.
- „Atheismus ad Maiorem Hominis Gloriam? Feuerbach und das Verhältnis von (A-)Theismus und Humanismus.“ In: Jahrbuch für Religionsphilosophie 15 (2016), 115 – 151.
- mit Sascha Müller (Hrsg.): Mitlieben. Jörg Splett zum 80. Geburtstag (= Philosophie. Band 32). Utz, München 2016, ISBN 3-8316-4571-X.
- „God ‘n’ Roll. Plädoyer für eine nachzuholende Begegnung.“ In: Diakonia 49/3 (2018), 193 – 196.
- „Wer zu Deutschland gehört.“ In: FAZ, 19. Juli 2018, S. 6. Link.
- „Helfen denken. Sozial-caritatives Handeln als philosophischer Gegenstand par excellence.“ In: Th/Ph 93 (2/2018), 211 – 226.
- Der Eine für den Anderen. Historisch-systematische Untersuchung zum Verhältnis von Liebe als Güte und Person als Bild. Habilitationsschrift. Hochschule für Philosophie München 2016. Alber, Freiburg im Breisgau 2019, ISBN 3-495-48920-7.
- „Die Autonomie frisst ihre Kinder“ (zum BVG-Urteil zu §207). In: FAZ 12. März 2020, S. 7. Langfassung in FAZ-Einspruch.
- „Liebe bei Fichte. Historischer Befund und systematische Erwägungen.“ In: G. Sans, J. Stoffers (Hg.), Religionsphilosophie nach Fichte: Das Absolute im Endlichen, Reihe: Neue Horizonte der Religionsphilosophie, Heidelberg (Metzler) 2022, 255–280

## Diskografie

### Mit „All the Weird Horses“
- Some Weird Horses (2007)
- Oldest Son of a Crazy Man (2011)

### Mit „Heereman“
- Choräle I (2014)
- Choräle II (2020)